# Oedipoda muchei
Oedipoda muchei är en insektsart som beskrevs av Carl Otto Harz 1978. Oedipoda muchei ingår i släktet Oedipoda och familjen gräshoppor. Inga underarter finns listade i Catalogue of Life.